# Латрониан

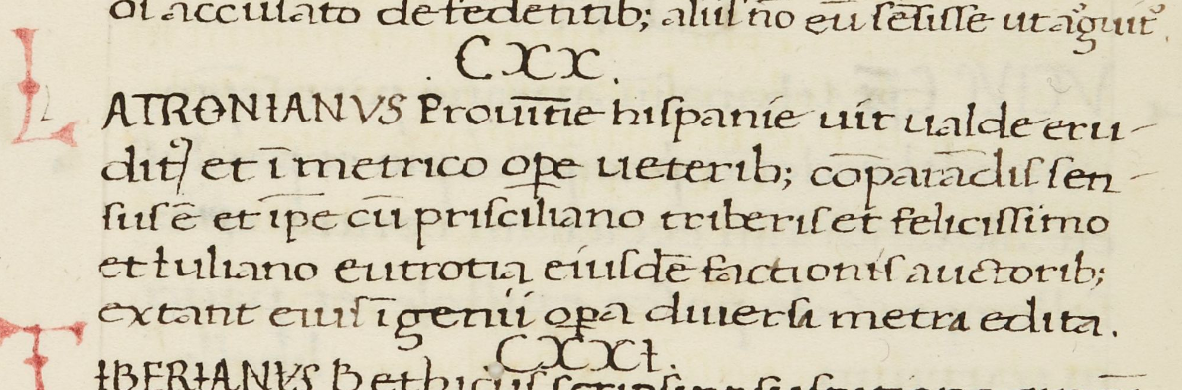
Иероним Стридонский. О Латрониане в книге «О знаменитых мужах». Манускрипт 1475 - 1500 годы. Национальная библиотека Франции

Латрониа́н (лат. Latronianus;  Римская империя — 385, Трир, Римская империя) — испанский  христианский писатель, поэт.
Сведений о Латрониане немного. О Латрониане сообщает Иероним Стридонский в 122 главе своей книги «О знаменитых мужах», эта глава и посвящена Латрониану. Согласно Иерониму Латрониан родом из Испании и человек большой учености, в деле стихосложения достойный сравнения с поэтами древности. Латрониан был последователем и разделял учение Присциллиана. Вместе с Присциллианом, Фелициссимом, Юлианом и Евкротием, Латрониан был обвинён в ереси казнен в Трире при тиране Максиме. Это был первый случай казни еретиков, произведший громадное впечатление и вызвавший особенно сильное негодование со стороны св. Амвросия Медиоланского и св. Мартина Турского.
Иероним сообщает о том, что в его время существовало много плодов гения Латрониана, написанных различным слогом. Сочинения Латрониана не сохранились.